# Jay Presson Allen
Jay Presson Allen, född 3 mars 1922 i San Angelo, död 1 maj 2006 i New York, var en amerikansk manusförfattare, pjäsförfattare, teaterregissör, tv-producent och författare. Presson Allen var känd för sin kvickhet och sina vågade skämt. Hon var en av få kvinnor som försörjde sig som manusförfattare vid en tid då kvinnor var ovanliga i branschen. Presson Allen sade att "Man skriver för att tillfredsställa sig själv" och att "Det enda kontor där det inte finns en överordnad är skribentens kontor."
Presson Allen har bland annat skrivit filmmanusen till Marnie (1964), Cabaret (1972), Funny Lady (1975) och  Dödsfällan (1982). Hon skrev manuset till Flugornas herre (1990) under pseudonymen Sara Schiff.